# کلاشترنی سکالیتسه
کلاشترنی سکالیتسه (به چکی: Klášterní Skalice) یک منطقهٔ مسکونی در جمهوری چک است که در ناحیه کولین واقع شده‌است. کلاشترنی سکالیتسه ۳٫۳۳ کیلومتر مربع مساحت و ۱۳۳ نفر جمعیت دارد و ۲۲۶ متر بالاتر از سطح دریا واقع شده‌است.